# Лутитт, Александрия
Александрия Лутитт (англ. Alexandria Loutitt; род. 7 января 2004, Калгари, Канада) ― канадская прыгунья с трамплина, бронзовый призёр XXIV зимних Олимпийских игр в Пекине в командных прыжках с трамплина (смешанная команда), чемпионка мира.

## Биография
Родилась 7 января 2004 года в Калгари (Альберта, Канада).
Лутитт участвовала в четырёх соревнованиях на чемпионате мира по лыжным видам спорта FIS 2021 года, заняв 46-е место на нормальном трамплине, 38-е место на большом трамплине, 11-е место в женской команде на нормальном трамплине и, наконец, 10-е место в смешанной команде. В декабре 2021 года Лутитт продемонстрировала лучший результат на трассе Кубка мира, заняв 14-е место в гонке на большом трамплине в Лиллехаммере.
Тренируется в Словении, поскольку трамплины в Олимпийском парке Канады в Калгари были закрыты.

### Зимние Олимпийские игры 2022 года
В январе 2022 года была включена в олимпийскую сборную Канады 2022 года .
7 февраля завоевала бронзовую медаль в рамках участия Канады в смешанных командных соревнованиях. Это была первая олимпийская медаль Канады в прыжках с трамплина.